# Fath Ali Schah

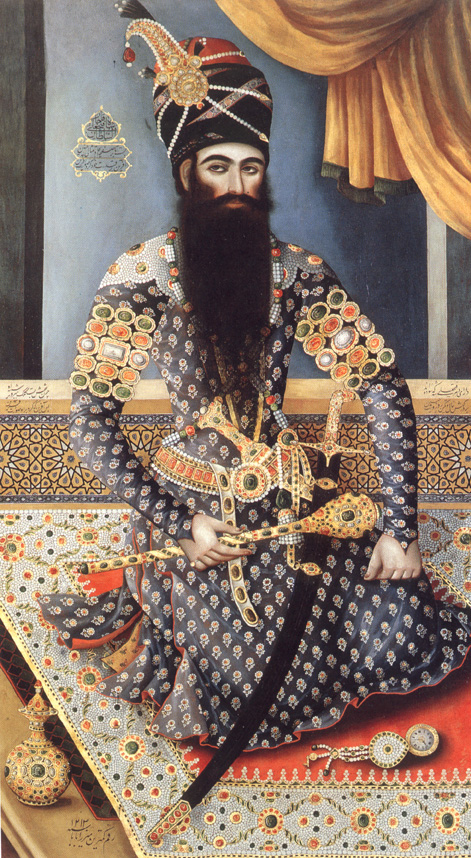
Fath Ali Schah im Jahr 1798

Fath Ali Schah (persisch فتحعلی شاه, DMG Fatḥ-ʿAlī Šāh [fæthˈæliː ʃɑh]; gebürtig Baba Chan بابا خان [bɑˈbɑ xɑn]; * um 1771; † 20. Oktober 1834) war ein iranischer Herrscher  und der zweite Herrscher der Kadscharen-Dynastie in Persien.
Er regierte von 1797 bis 1834 und bestieg den Thron als Nachfolger seines ermordeten Onkels Aga Mohammed Khan.
Misstrauisch gegenüber seinem Großwesir Hadsch Ibrahim Khan Kalantar, ließ er diesen exekutieren. Kalantar war bereits unter der Vorgängerdynastie, den Zand-Fürsten, für insgesamt 15 Jahre Großwesir gewesen.

## Leben
Im Laufe seiner langen Regierungszeit führte Fath Ali Schah mehrere Kriege, darunter den Russisch-Persischen Krieg gegen Alexander I. um Georgien, das Russland unter seine Kontrolle gebracht hatte und das von Persien beansprucht wurde. Dieser Krieg begann 1804 und endete 1813.
Fath Ali Schah wandte sich zunächst an das Vereinigte Königreich. Das lehnte jedoch ein militärisches Abkommen mit Persien ab, da es mit Russland verbündet war. Fath Ali Schah fragte daraufhin in Frankreich, das sich mit Großbritannien, Preußen und Russland im Krieg befand, um Unterstützung nach und entsandte eine Delegation zu Napoleon I., der sich zu diesem Zeitpunkt im ostpreußischen Schloss Finckenstein aufhielt. Von Napoleon wurde dort am 4. Mai 1807 mit der persischen Delegation der Vertrag von Finckenstein geschlossen, in dem Persien umfassende personelle und materielle militärische Unterstützung zugesagt wurde. Im Gegenzug sollte Persien Großbritannien den Krieg erklären und alle britischen Staatsbürger aus Persien ausweisen. Ferner sollte Persien auf Afghanistan einwirken, eine gemeinsame französisch-persisch-afghanische Invasion nach Indien durchzuführen.
Die russischen Truppen erlitten gegen die französischen Truppen am 14. Juni 1807 in der Schlacht bei Friedland eine schwere Niederlage. Zar Alexander I. nahm daraufhin Verhandlungen mit der französischen Seite auf, die zunächst am 23. Juni zu einem Waffenstillstand führten. Am 25. Juni begannen schließlich die Friedensverhandlungen in Tilsit zwischen Napoleon I. und Zar Alexander I., die am 7. Juli 1807 zum Frieden von Tilsit führten. Nachdem Russland der Kontinentalsperre gegen das Vereinigte Königreich beigetreten war, nahm Fath Ali Schah wieder Verhandlungen mit den Briten auf, um Unterstützung gegen Russland zu erhalten. Aus diesem Grund lehnte es Fath Ali Schah dann auch ab, sich an der Kontinentalsperre zu beteiligen. Trotz der im Vertrag von Finckenstein begründeten Franko-Persischen Allianz ging Frankreich daher im diplomatischen Krieg um Persien leer aus, und keiner der Vertragspunkte wurde realisiert. Am 12. März 1809 unterzeichnete das Vereinigte Königreich einen Vertrag mit Persien, der den Vertrag von Finckenstein aufhob und die Ausweisung aller Franzosen aus Persien zur Folge hatte.
Im Laufe des Krieges griffen russische Truppen 1813 Täbris an, wodurch Persien gezwungen wurde, den Vertrag von Golestan zu akzeptieren und weite Gebiete seiner Territorien in Georgien, Arrān (das heutige Aserbaidschan) und den Kaukasus aufzugeben. 1826 kam es erneut zu einem Krieg mit Russland, der 1828 wieder mit einem russischen Sieg und mit dem Vertrag von Turkmantschai zu Gunsten des Siegers endete. Nach dem Vertrag von Turkmantschai wurde der Aras als Grenze der beiden Reiche gewählt.
Als sein Sohn und Kronprinz Abbas Mirza starb, wurde sein Enkel Mohammad Mirza Kronprinz. Fath Ali Schah sollte Abbas Mirza nur um ein Jahr überleben. Er starb 1834 und erhielt seine letzte Ruhestätte vor dem Schrein der Fatima Masuma, die er sehr verehrt hatte.
Von Fath Ali Schah ist dokumentiert, dass er 160 Frauen gehabt hat, die ihm 108 Nachkommen (60 Söhne und 48 Töchter) geboren haben. Abbas Amanat geht von 260 Kindern aus, wobei 60 Söhne und 55 Töchter ihren Vater überlebten. Andere Quellen sprechen von 700 Frauen und mehr als 5.000 Kindern, wenn man alle Konkubinen und Liebschaften zusammenrechnet. Aus diesem Grund wurde er auch Vater seines Landes genannt.